# Empireu

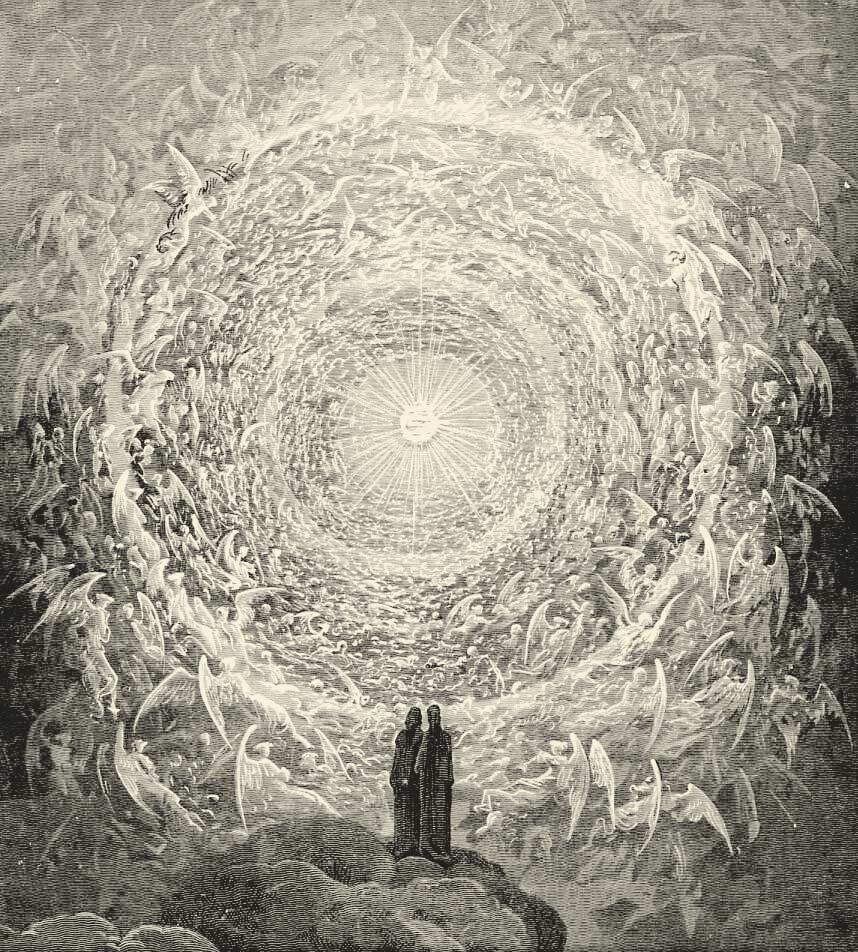
Empireul Divinei Comedii, ilustrat de Gustave Doré

În cosmologiile europene antice inspirate de Aristotel, Empireul, sau Cerul Empireu, era considerat locul din cel mai înalt cer, despre care se credea că este ocupat de elementul foc (sau de eter, în filosofia naturală a lui Aristotel). Mai târziu, cosmologia creștină timpurie și medievală a încorporat acest concept în descrierile referitoare la noțiunea creștină de rai.

## Etimologie
Cuvântul derivă din latinescul medieval *empyreus*, o adaptare a grecescului antic *empyros* (ἔμπυρος), însemnând „în sau pe foc (pyr)”.
Cuvântul este folosit atât ca substantiv, cât și ca adjectiv, însă empyreal este o formă adjectivală alternativă. Termenii științifici empyreuma și empyreumatic, folosiți pentru a desemna mirosul specific rezultat din arderea sau carbonizarea materiei vegetale sau animale, au aceeași origine greacă.

## În creștinism
Primii creștini s-au inspirat din cosmologia lui Aristotel în concepția lor despre rai. Începând cu secolul al VII-lea, ideea Empireului a câștigat teren în credință datorită unor scriitori precum Isidor din Sevilla și Beda.
În cosmologiile religioase creștine ulterioare, Empireul era „sursa luminii” și locul unde locuia Dumnezeu și sufletele mântuite. În creștinismul medieval, Empireul era al treilea cer și dincolo de acesta „cerul aerului și cerul stelelor”. Astfel, Empireul era folosit ca nume pentru „cerul primei zile” incorporeal.
În literatura creștină, Empireul era descris ca locuința lui Dumnezeu, a ființelor cerești binecuvântate, atât de divine încât sunt făcute din lumină pură și sursa luminii și a creației. În special, chiar la sfârșitul operei Paradiso de Dante, Dante îl vizitează pe Dumnezeu în Empireu.